# بلاي ستيشن للإنتاج
بلاي ستيشن برودكشن هو استوديو إنتاج أمريكي مملوك لشركة سوني إنتراكتيف إنترتينمنت.

## قائمة المنتجات

### أفلام
| سنة        | عنوان        | إنتاج مشترك مع                    | توزيع        |
| ---------- | ------------ | --------------------------------- | ------------ |
| 2022       | أنشارتد      | كولومبيا بيكتشرز أطلس للترفيه     | سوني بيكتشرز |
| يُعلن لاحقًا | شبح تسوشيما  | كولومبيا بيكتشرز سكر بنش برودكشنز | سوني بيكتشرز |
| يُعلن لاحقًا | جاك وداكستر  | كولومبيا بيكتشرز                  | سوني بيكتشرز |
| يُعلن لاحقًا | توريزمو غران | كولومبيا بيكتشرز                  | سوني بيكتشرز |

### مسلسلات تلفزيونية
| سنة        | عنوان        | الإنتاج المشترك مع                     | وزعت من خلال       |
| ---------- | ------------ | -------------------------------------- | ------------------ |
| 2023       | الأخير منا   | تلفزيون سوني بيكتشرز نوتي دوغ          | HBO                |
| يُعلن لاحقًا | تويستد ميتال | تلفزيون سوني بيكتشرز ويل آرنيت         | الطاووس            |
| يُعلن لاحقًا | اله الحرب    | تلفزيون سوني بيكتشرز استوديوهات أمازون | أمازون برايم فيديو |
| يُعلن لاحقًا | الأفق        | تلفزيون سوني بيكتشرز                   | نيتفليكس           |

## استقبال

### أداء شباك التذاكر
| فيلم    | يوم الاصدار    | إجمالي شباك التذاكر | إجمالي شباك التذاكر | إجمالي شباك التذاكر  | ميزانية         | Ref.        |
| فيلم    | يوم الاصدار    | امريكا كندا         | مناطق أخرى          | في جميع أنحاء العالم | ميزانية         | Ref.        |
| ------- | -------------- | ------------------- | ------------------- | -------------------- | --------------- | ----------- |
| مجهول   | 18 فبراير 2022 | 147726420 دولار     | 253100000 دولار     | 400826420 دولار      | 120 مليون دولار | [ 2 ] [ 3 ] |
| المجموع | المجموع        | 147726420 دولار     | 253100000 دولار     | 400826420 دولار      |                 |             |

### التقيمات
| فيلم           | حرج              | حرج           | عام         | عام      |
| فيلم           | طماطم فاسدة      | ميتاكريتيك    | CinemaScore | PostTrak |
| -------------- | ---------------- | ------------- | ----------- | -------- |
| أنشارتد (فيلم) | 40% (232 مراجعة) | 45 (44 نصيحة) | ب +         | 79٪      |